# 桃园河水库
桃园河水库是中国湖北省随州市境内的一座水库，位于府河支流损水上，建于1959年。水库正常库容为3310万立方米，集雨面积为47.87平方千米，海拔为123.5米。